# Tibetaanse abacus met losse stenen
Een Tibetaanse abacus met losse stenen is een rekenhulpmiddel om rekensommen en in het bijzonder de omrekening van oude gewichten en maten te maken.
Deze abacus werd uitsluitend gebruikt voor het innen van belastingen, door enerzijds de regering van historisch Tibet en anderzijds de grote Tibetaanse kloosterorganisaties tot het jaar 1959. Het gebruik gaat terug tot de tijd van de Yarlung-dynastie (7e-9e eeuw).
Om berekeningen door te kunnen voeren op de abacus met losse stenen waren er verschillende leerboeken. Het oudst bekende leerboek van deze soort werd door Duchungba Ananda in de 17e eeuw geschreven.
Voor berekeningen op andere gebieden, in het bijzonder voor berekeningen voor de Tibetaanse kalender en de Tibetaanse astronomie, werden andere rekenhulpmiddelen gebruikt, namelijk de Tibetaanse zandabacus, ook zandrekenplank genoemd.

## De rekenplank

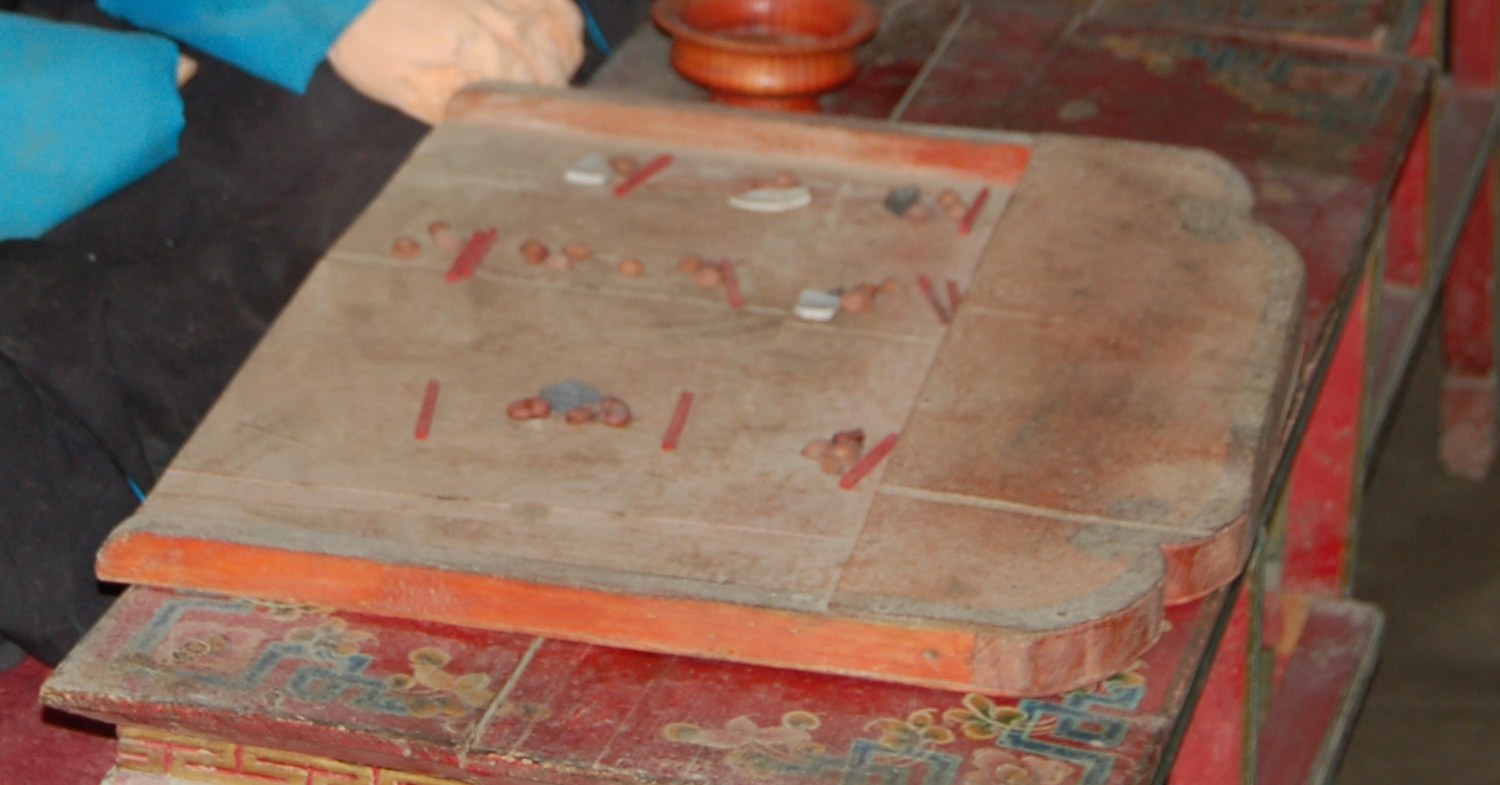
Tibetaanse rekenplank in het museum van Gyantse

Aan de basis van de berekeningen liggen rijen van stenen, die door de betreffende persoon van links naar rechts, dus horizontaal op een vlak stuk grond of een speciale rekenplank werden gelegd. De rekenplank was soms met lijnen opgedeeld in velden, om de verschillende grootheden gemakkelijker te kunnen onderscheiden. De rijen vertegenwoordigen posities, waarbij geen van deze rijen van steentjes meer dan 9 eenheden omvatte. De rijen met stenen werden boven elkaar geplaatst.
De getallen waren in principe maateenheden van landopbrengsten of geld, zoals goud, zilver, graan en hooi.
Voor graan werd een volumemaat gebruikt. De inhoud van de maateenheid was hier een khal, die ongeveer gelijk is aan 15 tot 18 liter. Eén khal had een inhoud van 20 bre en één bre was weer 6 phul (een handvol). Eén phul werd op zijn beurt verdeeld in 120 zogenoemde innerlijke stukken (nang gi rdog ma), die geen praktische betekenis hadden en enkel dienden om restwaarden te vermijden.
Als rekenstenen gebruikte men: abrikozenpitten (kham tshig), halve abrikozenpitten (kham tshig phyed), zwarte stenen (rdel nag), witte stenen (rdel dkar), porseleinscherven (dkar yog), bonen (rgya sran) en stokjes (bcu shing).
De getalsmatige uitbeelding van een graanhoeveelheid van bijvoorbeeld 537694 khal, 19 bre en 5 phul levert op de abacus met losse stenen het volgende beeld op:
| Soort stenen              | Oplopende inhoud | Bedrag van 537694 khal, 19 bre en 5 phul in stenen |
| ------------------------- | ---------------- | -------------------------------------------------- |
| Abrikozenpitten (۝)        | 100.000 khal     | ۝۝۝۝۝                                                   |
| Porseleinscherven (∆)     | 10.000 khal      | ∆∆∆                                                |
| Zwarte stenen (♦)         | 1000 khal        | ♦♦♦♦♦♦♦                                            |
| Bonen (0)                 | 100 khal         | 000000                                             |
| Stokjes ([])              | 10 khal          | [][][][][][][][][]                                 |
| Abrikozenpitten (۝)        | 1 khal           | ۝۝۝۝                                                   |
| Halve abrikozenpitten (θ) | 1⁄2 khal         | θ                                                  |
| Bonen (0)                 | 1 bre            | 000000000                                          |
| Zwarte stenen (♦)         | 1 phul           | ♦♦♦♦♦                                              |

## Optellen en aftrekken
Voor het optellen van getallen wordt bij het rekenen met de abacus het werkwoord gaan ( 'gro) gebruikt. Daarmee wordt uitgedrukt dat tijdens het optellen, stenen uit een ongeordende hoeveelheid worden toegevoegd aan een geordende hoeveelheid, ofwel als het ware van de ene hoeveelheid naar de andere gaan.
Voor het doorvoeren van een optelling is het wezenlijk, dat in een horizontale rij nooit meer dan negen stenen mogen zijn gelegd. Dit leidt er geregeld toe dat degene die de berekening uitvoert, eerst de aanwezige hoeveelheid vermindert en daarna de juiste, grotere hoeveelheid toevoegt. Het doorvoeren van de handelingen wordt in de regel met gezang begeleid, waarin de rekenmeester aan zichzelf voordraagt wat hij op dat moment doorvoert.
Voorbeeld: optelling van 189 met het bedrag van 9×7=63.
| Soort stenen       | 1e stap Beginhoeveelheid 189: er moet 9×7=7×9=63 worden opgeteld | 2e stap Aftrekken 7: nu nog 70 op te tellen | 3e stap Aftrekken 30: nu nog 100 op te tellen | 4e stap 100 worden opgeteld, uitkomst: 252 |
| ------------------ | ---------------------------------------------------------------- | ------------------------------------------- | --------------------------------------------- | ------------------------------------------ |
| Bonen (0)          | 0                                                                | 0                                           | 0                                             | 00                                         |
| Stokjes ([])       | [][][][][][][][]                                                 | [][][][][][][][]                            | [][][][][]                                    | [][][][][]                                 |
| Abrikozenpitten (۝) | ۝۝۝۝۝۝۝۝۝                                                                 | ۝۝                                            | ۝۝                                              | ۝۝                                           |

Bij deze berekening wordt de volgende tekst zingend voorgedragen:
1e stap: 7 maal 9 (of) 9 maal 7, dus 63 moeten er precies gaan
2e stap: Met het gaan van 3, 6, 7 op 63 zijn het 70
3e stap: 70 zeggend, zijn er met het gaan van 30 nu 100
4e stap: 100 zijn dus gegaan
Bij het aftrekken ( 'then) worden eerst hogere getallen weggehaald en daarna hetgeen te veel is afgetrokken er weer bij opgeteld.
Voorbeeld: van 243 wordt het bedrag 9×8=72 afgetrokken:
| Soort stenen       | Stap 1 Beginhoeveelheid 243: er moet 8×9=9×8=72 worden afgetrokken | Stap 2 Aftrekken 70: 100 worden weggenomen, 30 nog op te tellen | Stap 3 30 worden toegevoegd | Stap 4 2 worden weggehaald, uitkomst:171 |
| ------------------ | ------------------------------------------------------------------ | --------------------------------------------------------------- | --------------------------- | ---------------------------------------- |
| Bonen (0)          | 00                                                                 | 0                                                               | 0                           | 0                                        |
| Houtjes ([])       | [][][][]                                                           | [][][][]                                                        | [][][][][][][]              | [][][][][][][]                           |
| Abrikozenpitten (۝) | ۝۝۝                                                                   | ۝۝۝                                                                | ۝۝۝                            | ۝                                         |

Bij deze berekening wordt de volgende tekst zingend voorgedragen:
1e stap: 8 maal 9 (of) 9 maal 8 dus 72 moeten precies worden afgetrokken
2e stap: Met het aftrekken van 70 van 100 zijn het precies 30 die precies terug moeten gaan
3e stap: 30 zijn dus teruggegaan
4e stap: 2 zijn precies af te trekken, 2 zijn dus afgetrokken

## Omrekeningen

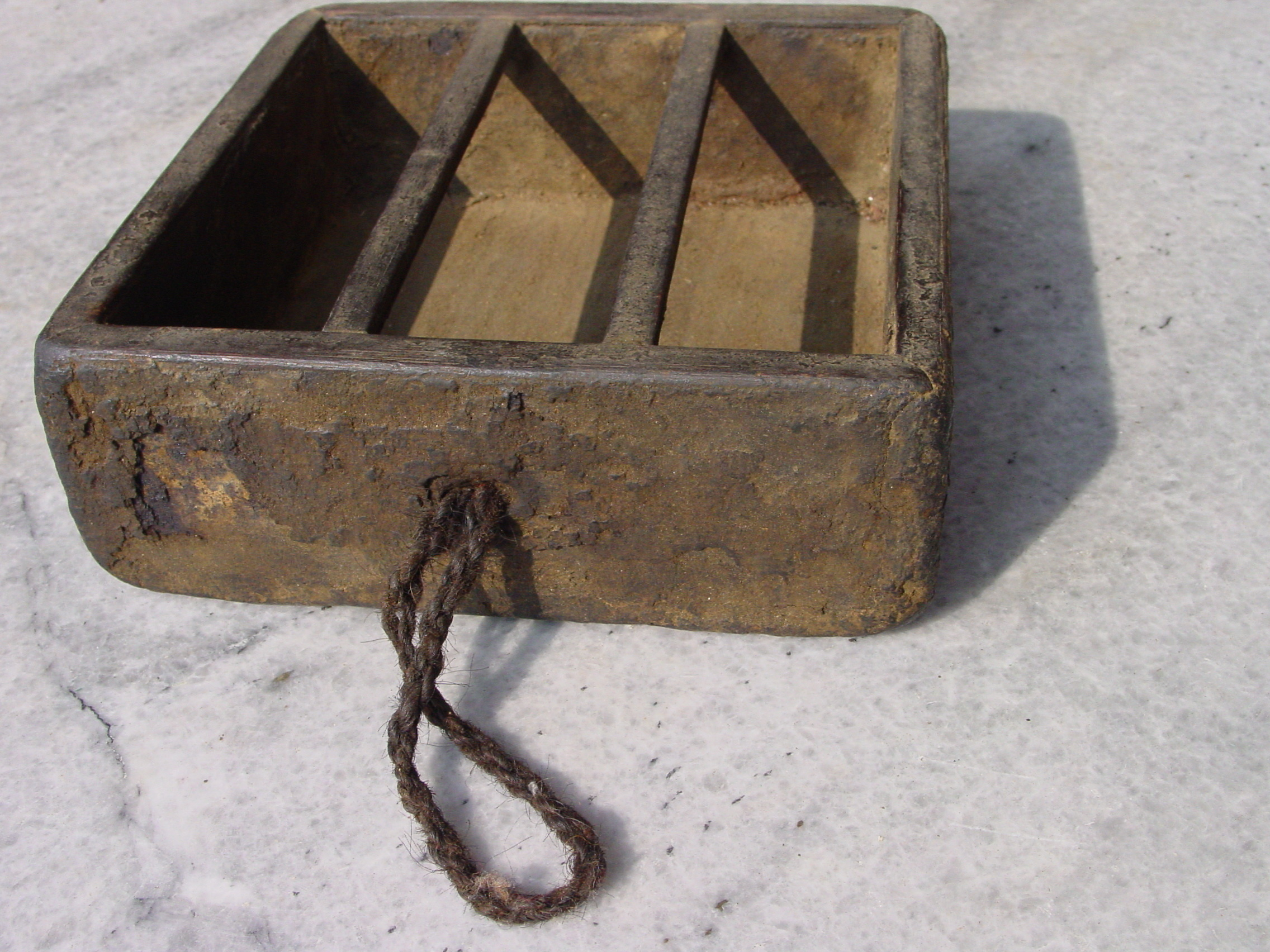
Tibetaans meetinstrument (inhoudsmaat) voor graan ter grootte van 1 bre

Een van de belangrijkste opdrachten van de Tibetaanse belastingautoriteiten was het omrekenen van de opgegeven hoeveelheden graan, die in lokale maten waren gemeten. Het hoofdaandeel van de geïnde belasting bestond uit afgeleverde graan. Dit graan werd decentraal in voorraadhuizen opgeslagen en de in- en uitgaande hoeveelheden werden aan de belastingautoriteiten gemeld. De belastingautoriteiten hielden een normmaat aan van 1 khal graan die met een norm-meetinstrument werd vastgesteld. Dit meetinstrument werd gtan tshigs mkhar ru genoemd. Echter werd in de verschillende gebieden in Tibet een veelvoud aan meetapparaten gebruikt die een verschillende inhoud hadden.
Voorbeeld
Stel dat bij de belastingautoriteiten een binnenkomst van 155 khal graan wordt gemeld, dat met een lokaal meetinstrument is gemeten van 8 bre. Voor de registratie van de ingekomen hoeveelheid was het belangrijk het antwoord op de vraag te weten, hoeveel graan er was binnengekomen volgens de normmaat. Voor dit soort omrekeningen, die altijd met de abacus met losse stenen werd uitgevoerd, beschrijft het basiswerk van Duchungba meerdere methodes die in alle gevallen niet met getallen rekenen maar met verplaatsingen van hoeveelheden steentjes. Deze methode die ook het werkwoord gaan gebruikt werd door Duchungpa zelf bedacht.
Duchungpa lichtte zijn methode als volgt toe: wanneer de lokale meetkast in plaats van 20 bre 8 bre bevat, betekent dit dat er in plaats van elke 20 gemelde bre of khal slechts 8 bre of respectievelijk khal aanwezig is volgens de normmaat. Indien van de gemelde beginhoeveelheid van 155 khal telkens 20 khal wordt weggenomen en daar 8 khal als nieuwe hoeveelheid voor wordt terugzet, dan blijft aan het einde van deze methode het gewenste bedrag over. Daarbij kan volgens Duchungpa ook met de overgang van 10 naar 4 of van 5 naar 2 worden gerekend. Dit levert de volgende berekening met de abacus op:
Beginsituatie
| Soort stenen       | Beginhoeveelheid (155) | Doelhoeveelheid |
| ------------------ | ---------------------- | --------------- |
| Bonen (0)          | 0                      |                 |
| Houtjes ([])       | [][][][][]             |                 |
| Abrikozenpitten (۝) | ۝۝۝۝۝                       |                 |

De omrekening, hier verkort weergegeven, vervolgt in drie stappen waarbij de rekenmeester deze handelingen eveneens met gezang begeleidt.
1e stap
| Soort stenen       | Beginhoeveelheid wordt met 100 verminderd | Doelhoeveelheid wordt met 40 verhoogd |
| ------------------ | ----------------------------------------- | ------------------------------------- |
| Bonen (0)          |                                           |                                       |
| Houtjes ([])       | [][][][][]                                | [][][][]                              |
| Abrikozenpitten (۝) | ۝۝۝۝۝                                          |                                       |

2e stap
| Soort stenen       | Beginhoeveelheid wordt met 50 verminderd | Doelhoeveelheid wordt met 20 verhoogd |
| ------------------ | ---------------------------------------- | ------------------------------------- |
| Bonen (0)          |                                          |                                       |
| Houtjes ([])       |                                          | [][][][][][]                          |
| Abrikozenpitten (۝) | ۝۝۝۝۝                                         |                                       |

3e stap
| Soort stenen       | Beginhoeveelheid wordt met 5 verminderd | Doelhoeveelheid wordt met 2 verhoogd, uitkomst: 62 khal |
| ------------------ | --------------------------------------- | ------------------------------------------------------- |
| Bonen (0)          |                                         |                                                         |
| Houtjes ([])       |                                         | [][][][][][]                                            |
| Abrikozenpitten (۝) |                                         | ۝۝                                                        |

## Breuken
De hierboven weergegeven omrekeningsmethode kon net als overigens alle andere door Duchungpa beschreven omrekeningsmethoden alleen dan zinvol worden doorgevoerd, wanneer de verhouding van de inhoud van het lokale meetinstrument tot de inhoud van de normmaat zich liet omrekenen in eenvoudige breuken (zur). Hiervoor staan in hoofdstuk 2 van het werk van Duchungpa, dat de breuken behandelt, talrijke voorbeelden die de rekenmeester uit zijn hoofd moest leren:
Voor het rekenen met breuken is in het ABC van de calculatie hier voor het heldere verstand en de vertroebelde geest de eerste sleutel van de vijf omrekenmethoden:
18 bre zijn gelijk aan 9⁄10 khal
Wanneer de uitkomst 17 bre en 4 ½ phul en 1⁄6 phul was, zijn deze gelijk aan 8⁄9 khal
17 bre en 3 phul zijn gelijk aan 7⁄8 khal
16 bre en 4 phul zijn gelijk aan 5⁄6 khal
16 bre is gelijk aan 4⁄5 khal
enz. enz.— Duchungpa, 17e eeuw

## Uitgebreidere omrekenmethoden

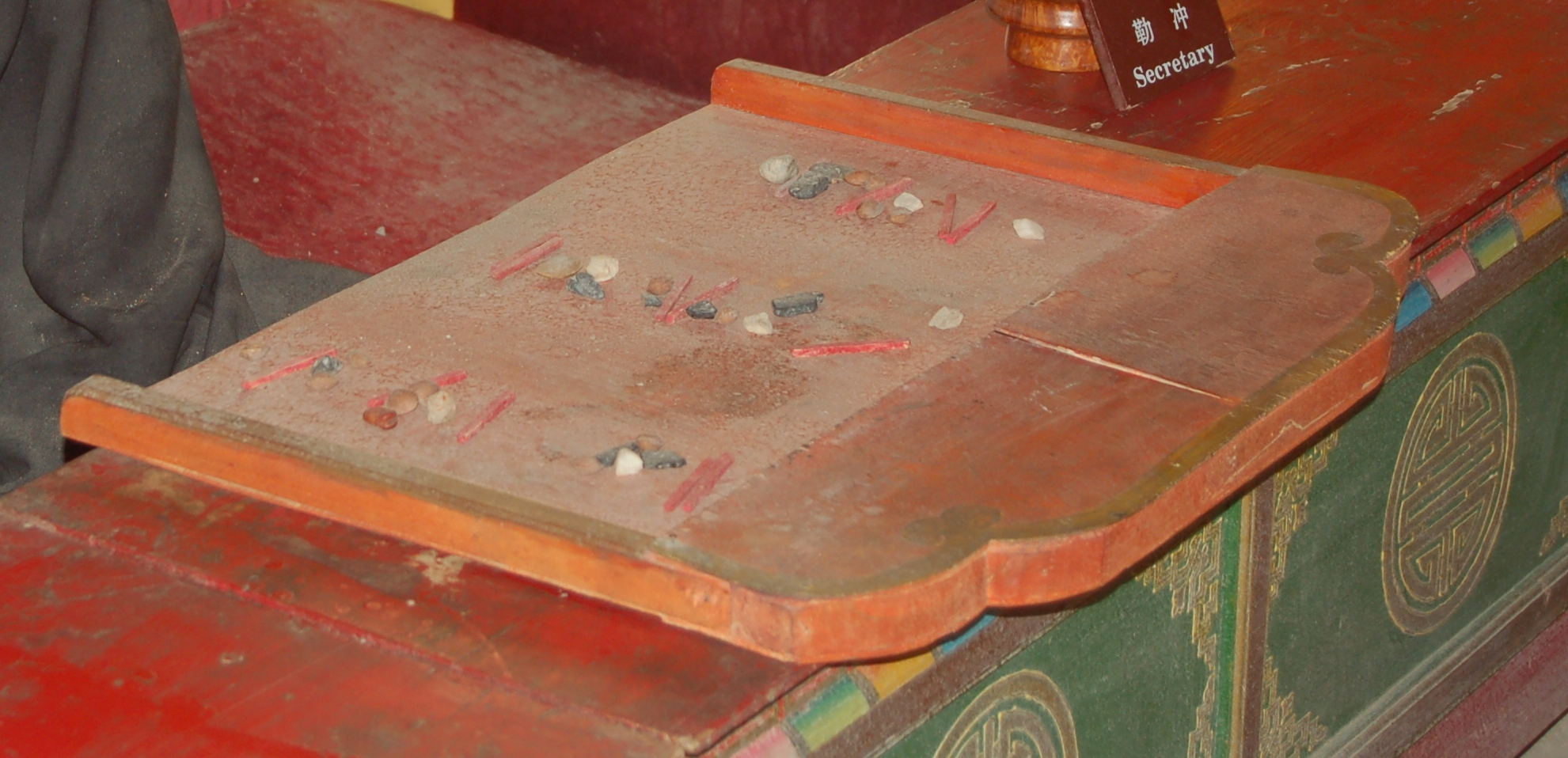
Tibetaanse rekenplank in het museum van Gyantse

Als verdere belangrijke omrekenmethoden kunnen de berekening van het verschilbedrag (ngo thog spor gcog) en de aaneenschakeling van hoeveelheden steentjes met aansluitend de optelling daarvan (sngon ma'i cha 'gros) genoemd worden.

### Berekening van het verschilbedrag
De uitgangshoeveelheid van deze omrekening is het verschil, dat wil zeggen het onderscheid in inhoud (tib: bar-khyad) tussen een lokaal meetinstrument en het norm-meetinstrument. Het totaalbedrag, dat wordt verkregen met het lokale meetinstrument, wordt twee keer neergelegd.
Met de breuk, die de deelverhouding aangeeft van dit verschilbedrag met de inhoud van de normmaat (1 khal of 20 bre gemeten met de gtan-tshig mkhar-ru), berekent men, bijvoorbeeld op de hiervoor beschreven manier, uit de inhoud van de, met het lokale meetinstrument verkregen totaalbedrag, het verschil met het te verrekenen totaalbedrag. Dit verschilbedrag wordt dan van het gemeten totaalbedrag afgetrokken.
Definieer
M = de gemeten totaalhoeveelheid
x = het verschil in inhoud tussen de meetinstrumenten
MN = het te berekenen totaalbedrag
Men kan nu de formule
{\displaystyle MN=M-(M\cdot (x\cdot {\frac {1}{20}}))}
gebruiken in het geval de normmaat groter is dan het volume van het lokale gebruikte meetinstrument.

#### Voorbeelden
Bezit het lokale meetinstrument een inhoud van 16 bre en 4 phul, dan is het verschil met een khal van de norm-maat 3 bre en 2 phul. Uit de totale hoeveelheid berekent men met de omrekenfactor 1⁄6 een nieuw bedrag (een nieuwe hoeveelheid steentjes) en trekt men de uitkomst van de totale hoeveelheid af.
Bezit het lokale meetinstrument een inhoud van 17 bre en 3 phul, dan is het verschil met een khal van de norm-maat 2 bre en 3 phul. Uit de totale hoeveelheid berekent men met de omrekenfactor 1⁄8 een nieuw bedrag (een nieuwe hoeveelheid steentjes) en trekt men de uitkomst van de totale hoeveelheid af.

### Aaneenschakeling van hoeveelheden steentjes met aansluitende optelling
De omrekening van het als hoeveelheid steentjes neergelegde totaalbedrag door achtereenvolgende berekeningen van met elkaar verbonden deelbedragen (sngon ma'i cha 'gros; gaan en oriëntatie op voorgaande deelbedragen), die aansluitend bij elkaar opgeteld worden.
1. Uitgaand van M wordt dus met M•x eerst een deelbedrag uitgerekend, die als hoeveelheid steentjes rechts naast M wordt geplaatst.
2. Met de uitkomst van deze hoeveelheid berekent men een tweede hoeveelheid steentjes met (M•x)•y die rechts naast M•x wordt geplaatst.
3. Vervolgens berekent men uit (M•x•y) een verdere hoeveelheid steentjes door (M•x•y)•z, die men op zijn beurt rechts naast (M•x•y) plaatst.

De uitkomst zijn drie hoeveelheden steentjes, namelijk: (M•x) + (M•x•y) + (M•x•y•z).
In een formule ziet dit er als volgt uit:
| Variabelen: M is de uitgangshoeveelheid, MN is het te berekenen bedrag V is de verhouding (breuk) tussen het lokale meetinstrument met de norm-maat (20 khal) x, y en z zijn van elkaar verschillende breuken zijn, dan luidt de formule |
| Formule: MN = M•x + (M•x)•y + (M•x•y)•z waarbij geldt: V = x + x•y + x•y•z |
Wanneer dit in getallen wordt uitgedrukt, ziet dit er bijvoorbeeld als volgt uit:
{\displaystyle (M\cdot {\frac {1}{4}})+(M\cdot {\frac {1}{4}}\ \cdot {\frac {1}{2}})+(M\cdot {\frac {1}{4}}\ \cdot {\frac {1}{2}}\cdot {\frac {3}{4}})}
De uitkomst van de omrekening is het resultaat van het bij elkaar leggen (optellen) van deze drie hoeveelheden steentjes.

#### Voorbeeld
| Overzicht inhoudsmaten | Overzicht inhoudsmaten |
| ---------------------- | ---------------------- |
| 1 khal = 20 bre        | 1 bre = 1⁄20 khal      |
| 1 bre = 6 phul         | 1 phul = 1⁄6 bre       |
Bedraagt de inhoud van een lokaal meetinstrument 1 bre, 1 phul en 1⁄3 phul van de norm-maat, dan levert dat de volgende waarden op:
x = 1⁄20
y = 1⁄6
z = 1⁄3
De formule MN = M•x + (M•x)•y + (M•x•y)•z wordt dan als volgt ingevuld:
{\displaystyle MN=M\cdot {\frac {1}{20}}\ +M\cdot {\frac {1}{20}}\ \cdot {\frac {1}{6}}\ +M\cdot {\frac {1}{20}}\ \cdot {\frac {1}{6}}\ \cdot {\frac {1}{3}}\ \Leftrightarrow }
{\displaystyle MN=M\cdot {\frac {1}{20}}\ +M\cdot {\frac {1}{120}}\ +M\cdot {\frac {1}{360}}\ \Leftrightarrow }
{\displaystyle MN=M\cdot {\frac {18}{360}}\ +M\cdot {\frac {3}{360}}\ +M\cdot {\frac {1}{360}}\ \Leftrightarrow }
{\displaystyle MN=M\cdot {\frac {22}{360}}\ =M\cdot {\frac {11}{180}}\ }
Dit is opnieuw:
{\displaystyle {\frac {1}{20}}\;+\;{\frac {1}{20\cdot 6}}\;+\;{\frac {1}{20\cdot 6\cdot 3}}}
Een uitgangshoeveelheid van 720 khal met het lokale meetinstrument levert daarom 44 khal op met het norm-meetinstrument.
{\displaystyle MN=720\cdot {\frac {11}{180}}\ =44}
Op de abacus met losse stenen wordt dit als volgt uitgerekend:
| Soort stenen       | 1e stap uitgangshoeveelheid: 720 khal van het lokale meetinstrument | 2e stap M • x = 720 • 1⁄20 gaan van 20 naar 1 M • x = 36 | 3e stap (M • x) • y = 36 • 1⁄6 gaan van 6 naar 1 (M • x) • y = 6 | 4e stap (M • x • y) • z = 6 • 1⁄3=2 gaan van 3 naar 1 (M • x • y) • z = 2 | 5e stap MN = 44 |
| ------------------ | ------------------------------------------------------------------- | -------------------------------------------------------- | ---------------------------------------------------------------- | ------------------------------------------------------------------------- | --------------- |
| Bonen (0)          | 0000000                                                             |                                                          |                                                                  |                                                                           |                 |
| Stokjes ([])       | [][]                                                                | [][][]                                                   |                                                                  |                                                                           | [][][][]        |
| Abrikozenpitten (۝) |                                                                     | ۝۝۝۝۝۝                                                         | ۝۝۝۝۝۝                                                                 | ۝۝                                                                          | ۝۝۝۝                |